# Juan Miralles Orrit
Juan Miralles Orrit (Sabadell, 15 de octubre de 1903 - Sabadell, 2 de diciembre de 1977) fue un cerrajero y político español, alcalde del municipio de Sabadell entre junio y octubre de 1936.

## Biografía
Estudió en la Escuela Industrial y de Artes y Oficios y trabajó de cerrajero.
Fue miembro del Círcol Republicà Federal (CRF), detenido y encarcelado en el barco prisión Uruguay por haber apoyado a Lluís Companys cuando proclamación del Estado Catalán de 1934. Miralles fue elegido alcalde de Sabadell de mayo a octubre de 1936. 
Hacia el final de la guerra civil española, se exilió a Francia en 1939. Regresó a España en 1942, siendo encarcelado y, posteriormente, desterrado en Blanes hasta 1946. Al ser indultado dicho año volvió a Sabadell, donde falleció en 1977.

## Homenajes
En 2011 se inauguró una plaza en Sabadell con su nombre.